# Nijmeegseplein
Het Nijmeegseplein is een verkeersplein in Arnhem. Op dit punt kruisen de N225 richting Elden en Oosterbeek, de Nijmeegseweg richting Arnhem-Centrum, de N325 richting Huissen en Zutphen en de A325 richting Nijmegen met elkaar. 
Het kruispunt is onderdeel van de N325 en staat bekend om de drukte die hier vaak heerst. 
Bij het plein liggen het Gelredome, Winkelcentrum Kronenburg en de Decathlon (Rijnhal).
| Aansluitende wegen                                    | Aansluitende wegen | Aansluitende wegen | Aansluitende wegen | Aansluitende wegen                                             |
| ----------------------------------------------------- | ------------------ | ------------------ | ------------------ | -------------------------------------------------------------- |
| Batavierenweg richting Elden / Oosterbeek / Gelredome |                    |                    |                    | Nijmeegseweg richting Arnhem-Centrum / Rijnhal                 |
|                                                       |                    |                    |                    |                                                                |
|                                                       |                    |                    |                    |                                                                |
|                                                       |                    |                    |                    |                                                                |
| Nijmeegseweg richting Nijmegen / Tiel / Elst          |                    |                    |                    | Pleijweg richting Huissen / Zutphen / Winkelcentrum Kronenburg |